# Abraham Mapu
Retrato do romancista hebreu Abraham Mapu
Abraham Mapu (em lituano: Abraomas Mapu; Slobodka, Caunas, Império Russo, 10 de janeiro de 1808 — Königsberg, Prússia, 9 de outubro de 1867) foi um escritor e poeta hebreu do movimento Haskalá (“iluminismo judaico”), cujos livros inspiraram o renascimento da língua hebraica, o estudo da Bíblia e até serviram de base ideológica para o movimento sionista na época em que aspirava ser uma sociedade de modelo moral. Mapu foi o autor do primeiro romance em língua hebraica — Amor de Sião, o auge da literatura iluminista segundo Jacob Fichman, um aclamado poeta, ensaísta e crítico literário hebreu; e a primeira história infantil hebraica: “Beit Hanan”.

## Infância
Mapu nasceu em Slobodka, perto de Caunas, no domínio do Império Russo (atual Lituânia). Seu pai, Yekutiel, era um professor pobre que ensinava a Guemará para meninos. Sua mãe era uma mulher humilde e generosa, doente na maior parte de seus dias, que suportou sua privação e pobreza com paz de espírito. Antes de Abraham completar sete anos, seu pai o deixou entrar em seu quarto para estudar com os alunos mais velhos. Ele ensinava a Torá em sua casa pela manhã e à noite.

## Juventude

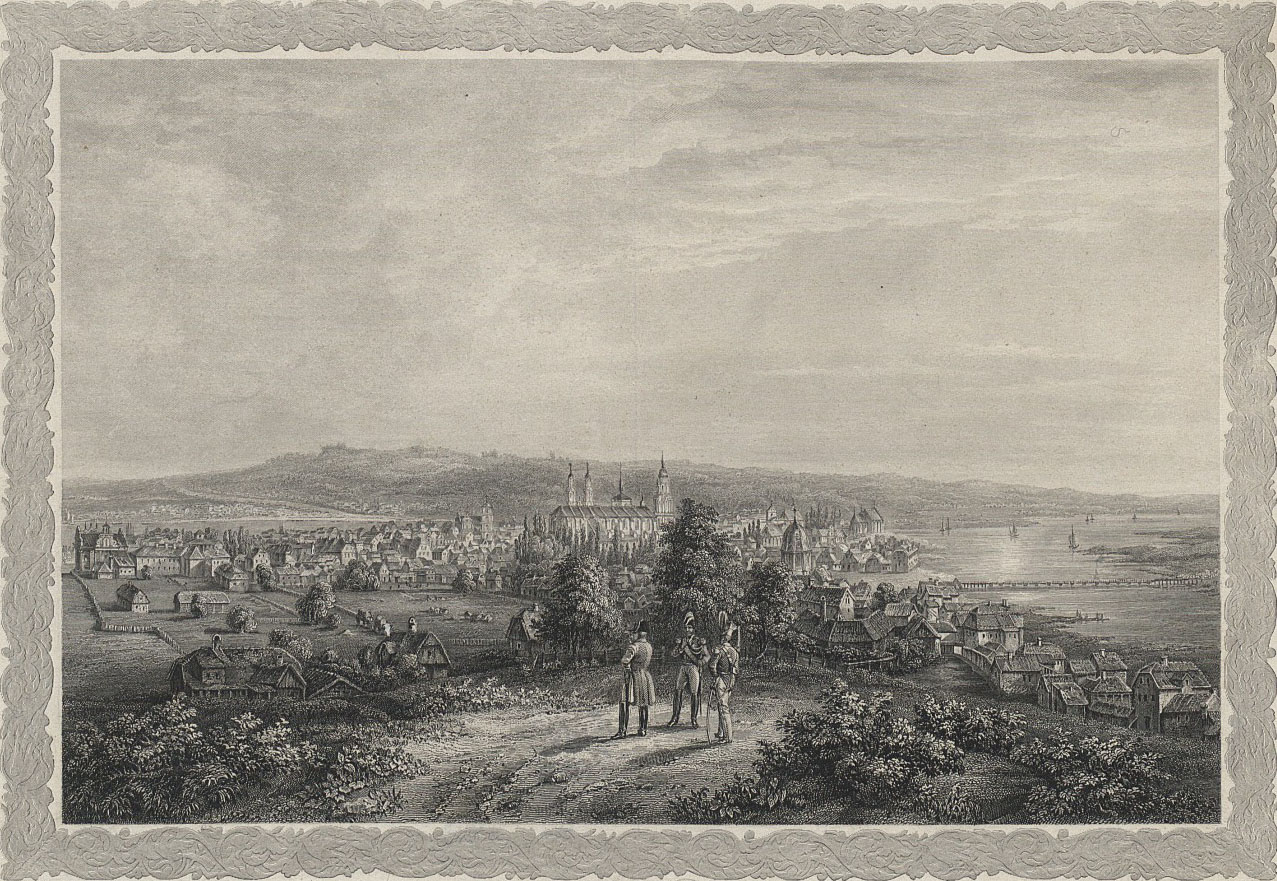
Caunas no século XIX

Aos doze anos, depois que Yekutiel viu que a força de seu filho era a fala franca e a inteligência afiada, e sobre tudo isso em sua memória vários tratados, permitiu que seu filho estudasse a Torá sozinho no beth midrash. No beth midrash, o menino continuou a estudar e saciar seu interesse pelo Shas, e também estudou Rambam. Logo, apesar de sua timidez e modéstia, Mapu tornou-se famoso dentro e ao redor de sua cidade. Ao mesmo tempo, imerso nos quatro pilares da Halacá, no segredo de sua alma foi tecido um mundo de visões e imaginações. Seu senso poético saciou sua sede pelos livros da Cabala. A partir dos dezesseis anos ele se sentava sozinho em uma sucá no Monte Alxuti, durante dois anos tentando em vão “ver e não ser visto”. Ele adorava a canção e o canto, ouvia todos os cantores que vinham rezar em Slobodka e Caunas aos sábados e nas festas judaicas; ou viajando para fora da cidade e vendo a natureza cantando alto e com muita emoção.
Aos dezessete anos, Mapu casou-se com a filha de um proprietário rico. Seu sogro forneceu-lhe todas as suas necessidades durante vários anos. Mapu continuou a meditar na Torá dia e noite, e sob a influência de um entusiasta chassídico, Rabi Eliezer, que entrava e saía da casa de seu sogro; mas sua mãe exigiu que ele deixasse o Comunidade chassídica. Então ele estudou a Torá por vários anos com o rabino Elias Rogaler, rabino de Slobodka, e foi seu aluno favorito. Mapu odiava a autoridade, por isso não deu ouvidos ao conselho de seu pai e sogro para sentar-se na cadeira rabínica e exigir a Torá em público, nem respondeu ao chassídico que desejava nomeá-lo rabino em uma de suas comunidades.

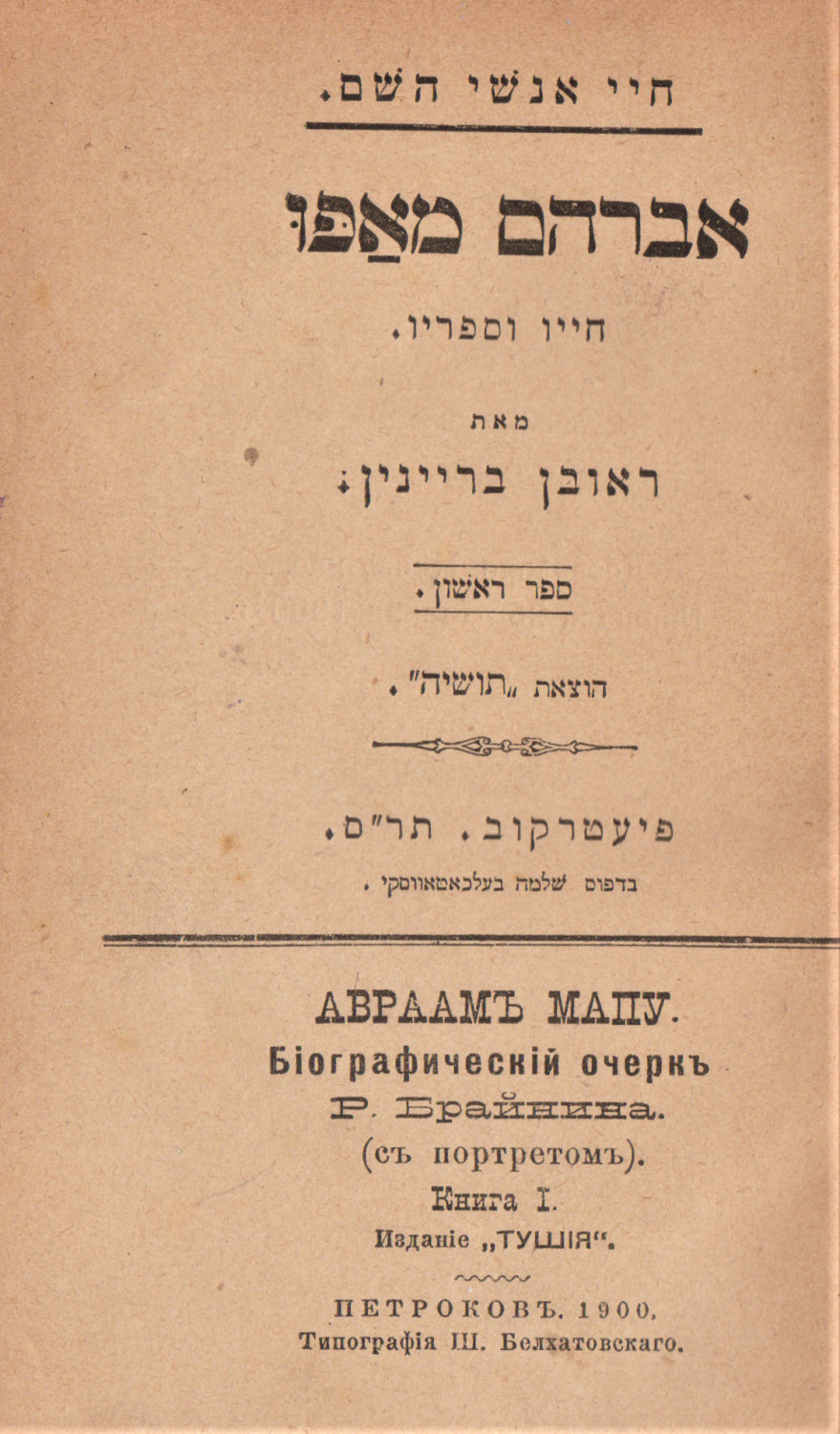
Capa do livro de Brainin sobre Mapu

Na casa do rabino Rogaler, Mapu encontrou um Livro de Salmos com tradução para o latim. Mapu levou para casa o livro, e mais tarde a tradução latina de toda a Bíblia, e todos os dias, durante várias horas consecutivas, estudou latim comparando a tradução com o original hebraico. Diligência e talentos especiais resultaram na aquisição de conhecimento da língua latina, prestou atenção à fonte hebraica e adquiriu conhecimento da Bíblia e de seus comentaristas Rashi e Abraão ibne Esdras. Quando o conde de Wittgenstein veio visitar a cidade, Mapu compôs uma saudação para ele em latim em nome dos chefes da comunidade. Esta foi sua primeira obra literária. A carta agradou ao conde, e desde então Mapu é conhecido na cidade como um grande estudioso da língua latina.
Depois que seu sogro não conseguiu mais se sustentar, Mapu ganhou a vida como professor do Pentateuco para os filhos de um taberneiro de uma aldeia perto de Caunas. Durante sua estada na aldeia obteve livros em latim e leu os poetas clássicos latinos. Seis meses depois, retornou a Caunas e aprendeu sozinho francês, alemão e russo. Lia livros de sândalo com a ajuda das mulheres da sinagoga ou no sótão da casa do pai ou na floresta perto da cidade ou no monte Alxuti, escondendo a sua educação.
Em 1830, aos vinte e dois anos, surgiu a ideia de compor o romance “Amor de Sião”. Durante um ano concebeu a sua visão, caminhando no Monte Alxuti, anotando as suas inspirações no papel. Em 1832, o professor era um dos mais ricos da cidade de Jurbarkas. Na casa do senhorio, abastado e confortável, encontrou paz para a alma, viveu uma vida de bem-estar num ambiente tranquilo, agradável e culto. Mapu leu e estudou livremente, dedicou-se ao autoaperfeiçoamento e colocou seus pensamentos por escrito. Todos os dias ele caminhava lentamente pelos fundos da cidade e desaparecia entre os morros além do horizonte, ou caminhava pelas margens dos rios da cidade, olhando para suas águas límpidas. As magníficas paisagens de Jurbarkas reviveram nele a atmosfera do antigo mundo bíblico e serviram de pano de fundo para sua criação literária. Durante sua estada em Jurbarkas, ele continuou a escrever e aperfeiçoar seu livro “Amor de Sião”; e compilou, como um auxílio aos seus alunos, o livro didático de língua hebraica “Amon Pedagog” que inclui a história infantil. “Beit Hanan”.

## Maturidade

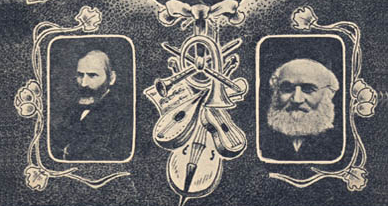
Mapu ao lado de Rashi Fuenn

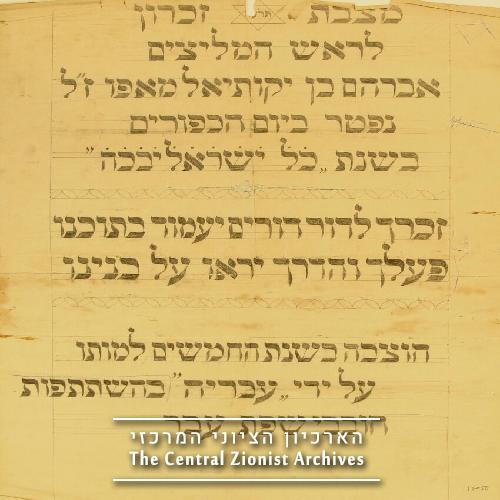
Monumento memorial a Mapu

Em 1844 ele retornou para Caunas. Pouco tempo depois sua esposa morreu. Em Caunas, ele dividia seu tempo com muitos estudantes por um salário muito baixo. Portanto, resolveu servir de professor para o filho único do “cavalheiro” de Vilnius, Yodel Apatov, levando seu filho com ele para Vilnius e confiando sua filha à avó. Na casa de Apatov ele viu a vida de um lado que não conhecia antes. Mapu conheceu os educadores de Vilnius: Adam HaCohen, Samuel Joseph Fuenn, Kalman Schulman e outros, muitos dos quais o desprezavam, e ele não encontrou neles a proximidade de espírito e coração que procurava.
Em 1848, Mapu foi nomeado professor na escola pública para meninos israelenses em Caunas, cargo que manteve pelo resto da vida. Em 1852, Mapu enviou o manuscrito de “Amor de Sião” para ser impresso em Vilnius. Um ano depois, o livro foi publicado, fez grande sucesso entre os leitores hebreus, conquistou grande admiração entre os educados e ódio feroz entre os piedosos, abriu uma nova era na literatura hebraica e foi traduzido para muitas línguas.
Ele continuou a escrever livros, no entanto, não foi capaz de comercializá-los bem durante sua vida e teve que ser apoiado financeiramente por seu irmão Mateus. Depois de ficar paralisado da mão direita, ele começou a escrever com a esquerda. Em 1867, devido a doença, viajou para Königsberg onde escreveu seu último livro, Amon Pedagog — um livro didático, impresso. Em 1858, Mapu compilou outro livro de hebraico chamado Hanoch Laner. Depois de entregar o Amon Pedagog para impressão, ele começou a escrever um livro sobre a história de vida de Sabbatai Zevi. Uma parte do manuscrito que está em seu espólio foi impressa sob o nome “Contrato de Visões”. Outras partes do manuscrito foram encontradas recentemente.
Mapu morreu no Yom Kippur de 1867 em Königsberg, na Prússia.
Mapu foi casado duas vezes. Seu filho Yekutiel nasceu de sua primeira esposa. Casou-se com sua segunda esposa, Toiba, em 1851 e deste casamento nasceu a filha Dina Dorothea.

## Legado

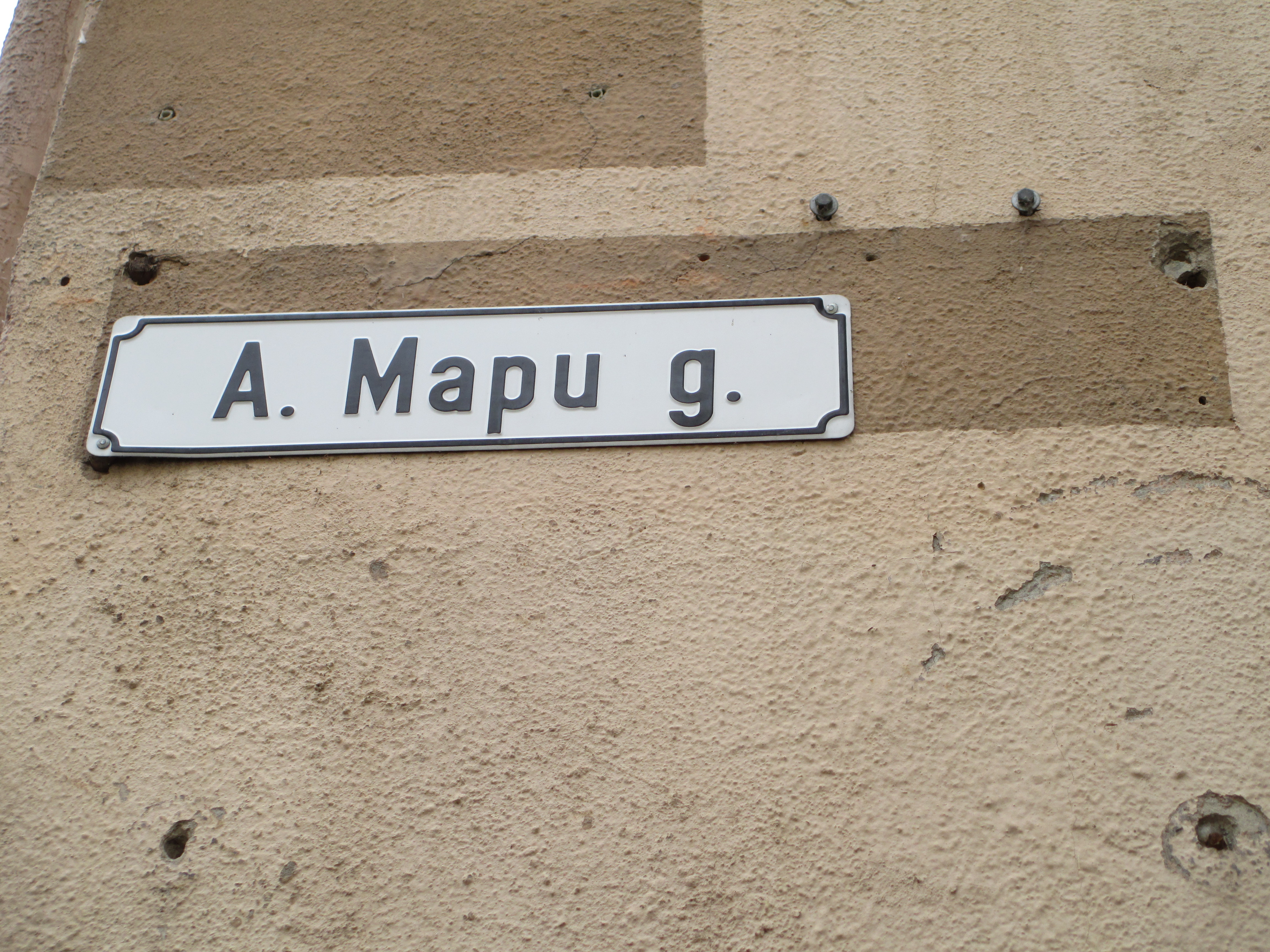
Placa da rua Mapu em Caunas

Os livros de Abraham Mapu, e especialmente “Amor de Sião”, conquistaram grande simpatia em todo o mundo judaico. O livro foi traduzido para muitas línguas judaicas, incluindo iídiche, ladino, árabe-judeu e persa-judeu, bem como para línguas estrangeiras. Seus tradutores incluem Rabino Yechiel Michel Pines e Wilhelm Herzberg, Salomon Mandelkern (alemão); Rabino Shlomo Tvina, Masoud Maarech, Rabino Yosef Ganassia (árabe-judeu); David Fresco (ladino); Rabino Shimon Hakham (árabe-judeu); persa); Menachem Barish Afalboim (iídiche) [6]; Shalom Al-Daudi, Murad Ferg (árabe literário); Frank Yaffe, A. M. Shapiro, Joseph Marimont (inglês), Emile Jonah, Bernard Shapiro (francês) e outros.
Em muitas cidades de Israel, as ruas receberam o seu nome. A rua do bairro judeu de Caunas, onde ficava a escola onde lecionava, também recebeu o seu nome. A Biblioteca de Mapu, a grande biblioteca judaica fundada em seu nome por Abba Lapin em Caunas, foi incendiada na véspera da invasão alemã da Lituânia, mas milhares de livros foram salvos e transferidos para a Biblioteca Nacional de Israel e para a Biblioteca Dimona. Em 1947, a peça “Amor de Sião” adaptada por Haim Taharlev baseada em seu livro foi encenada no Teatro Habima. “A Culpa de Samaria”, último livro de Mapu, foi a base para a primeira ópera escrita em iídiche por Samuel Alman. O poeta Gabriel Preil escreveu sobre Mapu: “Bem-aventurado você, Rabino Abraham, por ter surgido como um aviso para ler o passado / habitado por um pastor e um rei, subindo em tamareiras e oliveiras, cantando ao som dos pássaros”.

### Ahavat Tsion(O Amor de Sião) — 1853
Ahavat Tsion (1853) é um romance bíblico idílico do escritor judeu Abraham Mapu. É o primeiro romance escrito em hebraico moderno, ambientado na época do profeta Isaías e do rei Ezequias, e composto em linguagem bíblica poética com um estilo romântico. O livro é um hino de louvor à Terra de Israel, ao amor, à juventude, ao trabalho, ao renascimento nacional, à moralidade, à beleza da natureza e à nação de Israel em seus dias de glória. O romance teve um impacto significativo no movimento sionista emergente e na literatura hebraica moderna.
Mapu começou a escrever o romance aos 22 anos, em 1830. Ele foi publicado pela primeira vez em 1853 e gerou considerável entusiasmo e despertar nacional entre os judeus, muitos anos antes do surgimento do movimento sionista. Os jovens judeus, bem versados em hebraico bíblico, leram com entusiasmo a descrição do romance sobre a Terra de Israel como uma região fértil repleta de fontes, campos e vinhedos, o que fortaleceu seu desejo de deixar a diáspora e “ascender” à terra.
O prolongado processo de escrita de Mapu foi motivado por seu desejo de restaurar a dignidade da língua sagrada, seu compromisso de compor uma obra visionária e sua busca pela perfeição literária. Ele deixava frequentemente as ruas de Kovno (Caunas) para subir a colina de Aleksotas, onde contemplava a cidade e o rio Neman, imaginando a Jerusalém bíblica.
O romance apresenta personagens positivos e negativos claramente definidos. Mapu dá nomes positivos (Tamar, Yedidya, Yoram) a personagens virtuosos, enquanto os vilões recebem nomes com conotações negativas ou associados a figuras bíblicas malignas (Achan, Nabal, Halah, Zimri). Uma exceção é Amnon, um personagem positivo apesar de compartilhar o nome com o estuprador bíblico; Mapu escolheu o nome para evocar a frase rabínica “o amor de Amnon e Tamar”, que simboliza o amor redimido.
A história se passa no Reino de Judá durante os reinados de Acaz e Ezequias. O evento histórico central retratado é a campanha assíria de Senaqueribe. Mapu descreve Jerusalém sob cerco e o conflito interno entre os ativistas liderados por Ezequias e Isaías — que se recusam a ceder às ameaças de Rabsaqué — e os derrotistas liderados por Shebna, o escriba, que defendem a rendição.
O romance foi publicado em mais de quarenta edições hebraicas e traduzido para o alemão, inglês, iídiche, russo, francês, ladino, árabe e persa-judeu. Em Israel, foi republicado pela Yizreel Publishing com uma introdução de Yaakov Fichman. Em 1947, o Teatro Habima encenou uma adaptação teatral de Ahavat Tsion.

## Publicações
As histórias de Mapu são muitas vezes traduzidas para outros idiomas.
- Ahabat Ẓiyyon (O Amor de Sião), romance histórico, Vilnius, 1853
- Ayiṭ Ẓabua (O Hipócrita), romance, Vilnius, 1858-61-64
- Ḥozeh Ḥezyonot (O Visionário), romance
- Ashmat Shomeron (A Culpa de Samaria), romance histórico, Vilnius, 1865–1866
- Ḥanok la-Na'ar, livro hebraico, Vilnius, 1859
- Amon Padagug, livro hebraico Königsberg, 1868
- Hausfranzose, Vilnius, 1861.